# XDNA

xDNA是一种经过特殊修改后的DNA分子，一共有8种，原有的四种碱基，以及在原有的四种碱基上增加苯环，形成新的四种碱基：xA, xC, xG，和xT. A和xT配对，C和xG配对，G和xC配对，T和xA配对。通过这种方法，增加了DNA双链的间距，从而使DNA分子双链的氢键断裂温度提高。
研究xDNA是为了更好的了解自然DNA分子。而且，新DNA分子还自带荧光，这有助于研究DNA的突变以及其他一些生物系统。
| Chemical structure of dxA | Chemical structure of dxT | Chemical structure of dxC | Chemical structure of dxG |
| 腺嘌呤                    | 胸腺嘧啶                  | 胞嘧啶                    | 鳥嘌呤                    |
|                           |                           |                           |                           |
| Size-expanded xA          | Size-expanded xT          | Size-expanded xC          | Size-expanded xG          |